# Geraldino Baltazar da Silva Brites
Geraldino da Silva Baltazar Brites (Paranhos, Porto, 25 de julho de 1882 — Lisboa, 23 de agosto de 1941), foi um médico, investigador, professor catedrático da Faculdade de Medicina da Universidade de Coimbra e cientista português.
Ao longo da sua carreira exerceu diversas funções: médico municipal em Loulé (1908-1910), Chefe do Laboratório da 1ª Clínica Cirúrgica (1910), Director do Hospital Escolar de Lisboa (1910), naturalista da cadeira de Zoologia na Universidade de Coimbra (1910-1913), 1º assistente do Laboratório de Histologia e Embriologia da Universidade de Coimbra (1912-1913), Secretário da Morgue da 3ª Circunscrição Médico-Legal (1911-1915) e Médico alienista do Conselho Médico-Legal da 3ª Circunscrição (1913-1915). A 2 de janeiro de 1915 sai de Coimbra e vai para Lisboa, onde passa a exercer funções de Chefe do Laboratório de Terapêutica Cirúrgica. A 14 de janeiro deste ano, cessa as suas funções enquanto Secretário da Morgue e Médico alienista do Conselho Médico Legal da 3ª Circunscrição. De 1915 a 1922, esteve no serviço de Tanatologia do Instituto de Medicina Legal em Lisboa, do qual foi Chefe de serviço de 1918 a 1921. Entre as centenas de autópsias de que fez parte, destaca-se a autópsia ao Presidente da República Dr. Sidónio Pais que realizou conjuntamente com o Dr. Asdrúbal António d'Aguiar, Chefe de serviço de Clínica Médico-Legal de Lisboa e principal responsável pela autópsia supracitada. Após exoneração do cargo de Chefe do serviço de Tanatologia do Instituto de Medicina Legal de Lisboa, regressa a Coimbra por convite. Em 1927, fez parte integrante na organização da Sociedade Portuguesa de Biologia e de 1928 a 1933 foi Diretor do Instituto de Investigação Científica.

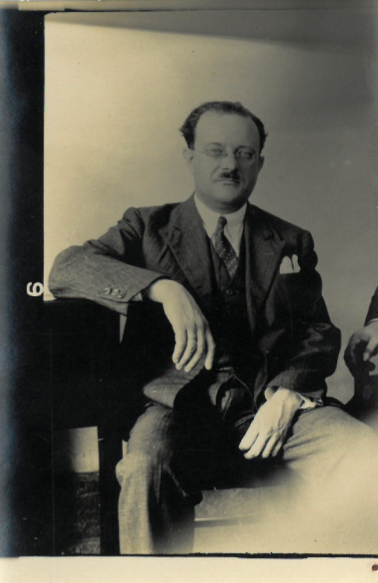
Geraldino Brites, em 1929.

Geraldino Brites foi também um intelectual. Desde 1926 que esteve na linha da frente na defesa dos valores laicos e republicanos tendo, inclusive, sido um dos principais divulgadores da revista Seara Nova em Coimbra (revista para a qual também colaborou). Teve ainda uma forte atuação no desenvolvimento de revistas de caráter científico: «fundou a revista Arquivo do Instituto de Histologia e Embriologia em 1929, para a qual contribuiu, publicando ainda vários artigos na Folia Anatomica Universitatis Conimbrigensis, de que foi co-fundador, e na Revista da universidade de Coimbra, além de outras revistas científicas». 

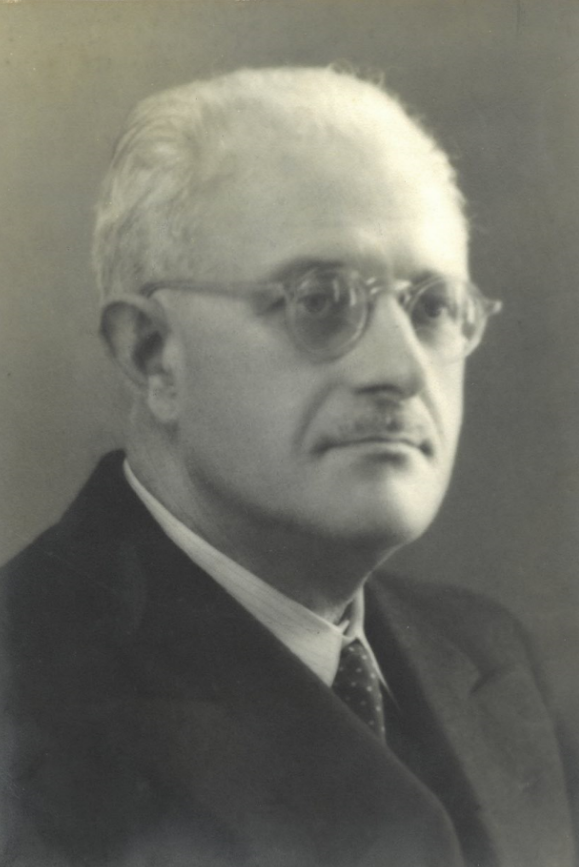
Geraldino Brites, último retrato (c. 1940)

Geraldino era amante das artes e da natureza, sendo desenhador e fotógrafo. Sua obra inclui desenhos a carvão realistas e fotografias da natureza e do meio envolvente. Parte deste espólio pertence a coleções privadas enquanto o restante se encontra depositado no Instituto de Histologia e Embriologia da Faculdade de Medicina da Universidade de Coimbra. 

## Biografia
Nasceu na cidade do Porto, na rua D. Maria II (1º bairro Ocidental) e foi batizado na Sé Catedral. Filho de Joaquim da Silva Baltazar Brites, pequeno proprietário e comerciante, natural de Ermesinde, e de Emília Maria de Sousa Brites, originária do Rio de Janeiro.
Estudou na Escola Marquês de Pombal e fez exame de instrução primária no Liceu Central do Porto, em 1893. Na sequência do seu bom aproveitamento, matriculou-se na Universidade de Coimbra em outubro de 1899, frequentando as aulas na classe de «voluntário» na Faculdade de Filosofia. Após concluir os três anos prévios dos Preparatórios Médicos, ingressou finalmente na Faculdade de Medicina (Ano-Letivo de 1902-1903).
Enquanto estudante foi agraciado com quatro prémios (três prémios Barão Castelo de Paiva, em 1903, 1904 e 1905 e o prémio Alvarenga também em 1905). Ainda estudante de Medicina, no 3º ano, casou com Maria Júlia Rodrigues na Igreja de Santo António dos Olivais (Coimbra), em 1904.
Deste matrimónio, resultaram três filhos: Sofia Rodrigues Brites (1906-1994), Luís Rodrigues Brites (1910-2006) e Helena Brites (1913-1920). Geraldino da Silva Baltazar Brites viria a morrer de doença na Casa de Saúde das Amoreiras (Lisboa) a 23 de agosto de 1941, sendo sepultado no cemitério do Alto de São João, em Lisboa. O Ex-libris da sua biblioteca pessoal foi desenhado pelo seu grande amigo Avelino Cunhal, pai do histórico do Partido Comunista Português, Álvaro Cunhal. 
A escritora portuguesa Maria Luís Roldão Brites Bustorff (1934-2023), licenciada em Germânicas pela Faculdade de Letras da Universidade de Coimbra, era neta de Geraldino Brites. Maria Luís, uma mulher de esquerda e uma profunda democrata, faleceu no lugar de Escoural, em Pombal, onde residia, a 28 de fevereiro de 2023. 

## Publicações
Geraldino Brites publicou mais de duzentos artigos científicos, alguns livros e dezenas de artigos de opinião e de imprensa. A lista pode ser consultada na íntegra no suplemento da autoria de Fanny Andrée Font Xavier da Cunha intitulado «Geraldino Brites (1882-1941) Biobibliografia» (1979), anteriormente citado.